# An Evening with the Allman Brothers Band: First Set
An Evening with the Allman Brothers Band: First Set è un album dal vivo del gruppo musicale statunitense The Allman Brothers Band, pubblicato nel 1992.

## Tracce
1. End of the Line (Gregg Allman, Warren Haynes, Allen Woody, John Jaworowicz) – 5:43
2. Blue Sky (Dickey Betts) – 8:39
3. Get On with Your Life (Gregg Allman) – 7:58
4. Southbound (Dickey Betts) – 7:52
5. Midnight Blues (Blind Willie McTell, Dickey Betts) – 5:14
6. Melissa (Gregg Allman) – 5:28
7. Nobody Knows (Dickey Betts) – 15:37
8. Dreams (Gregg Allman) – 11:36
9. Revival (Dickey Betts) – 5:56

## Formazione
- Gregg Allman – organo Hammond, piano, chitarra acustica, voce
- Dickey Betts – chitarra, voce
- Jaimoe – batteria, cori
- Butch Trucks – batteria, timpani, cori
- Warren Haynes – chitarra, slide guitar, cori
- Allen Woody – basso, cori
- Marc Quinones – congas, percussioni
- Thom Doucette – armonica